# Withlacoochee
Withlacoochee is een rivier met een lengte van 227 km in centraal Florida. De rivier stroomt in noordwestelijke richting en mondt uit in de Golf van Mexico.
De benedenloop tussen Lake Rousseau en de monding is 19 km lang. Daar is de Withlacoochee een vrij heldere, meanderende rivier. De rivier loopt er door moeras met cipressen, langs zandheuvels en langs bossen. Een deel van deze benedenloop is beschermd als Withlacoochee State Forest.